# Teuda
Teuda (latino: Theudas; ... – 46 circa) fu un ribelle ebreo a capo di una rivolta di stampo messianico contro l'Impero romano. È citato anche negli Atti degli apostoli.

## Biografia
La fonte per la figura storica di Teuda è lo storico romano di origine ebraica Flavio Giuseppe. Nella sua opera Antichità giudaiche, Giuseppe narra che, mentre era procuratore di Giudea Cuspio Fado, Teuda predicò di essere un Messia, convincendo un gran numero di persone a prendere i loro beni e seguirlo sulle sponde del Giordano: sosteneva infatti di essere in grado di aprirne le acque con la forza delle sue parole.
Fado decise però di intervenire, e inviò un reparto di cavalleria contro Teuda e i suoi seguaci. I cavalieri romani giunsero all'improvviso e fecero una strage. Teuda fu fatto prigioniero; Fado ordinò che fosse messo a morte e che la sua testa fosse mandata a Gerusalemme come monito.

## Teuda negliAtti degli apostoli
Negli Atti degli apostoli c'è un riferimento a Teuda, che però crea problemi di esegesi in quanto le imprese di questo ribelle sono collocate temporalmente in maniera errata. In Atti 5, 36-37, Gamaliele, un membro del sinedrio, difende gli apostoli di fronte ai suoi colleghi; nel fare ciò, cita i ribelli Teuda e Giuda il Galileo, collegandone temporalmente le rivolte:
La difficoltà esegetica dipende dal fatto che l'autore di Atti attribuisce a Gamaliele l'idea che Teuda si sia ribellato prima di Giuda il Galileo, datando la rivolta di quest'ultimo «al tempo del censimento», cioè all'anno 6 o 7; al contrario, Giuseppe data la rivolta di Teuda all'epoca del procuratore Cuspio Fado, cioè all'anno 45 o 46, molto dopo Giuda il Galileo e, per di più, ben oltre l'epoca in cui Gamaliele avrebbe tenuto il discorso davanti al sinedrio.